# Abi-ramu
Abi-ramu (Abi-rāmu, imię pochodzenia zachodniosemickiego, w transliteracji z pisma klinowego zapisywane míAD-ra-mi, tłum. „Ojciec jest wywyższony”) – siostra asyryjskiej królowej Naqi’i, ciotka asyryjskiego króla Asarhaddona (681-669 p.n.e.). Jako „Abi-ramu, siostra królowej matki” (míAD-ra-mi NIN-sa ša AMA-LUGAL) wymieniana jest w dokumencie z 674 r. p.n.e., który potwierdza, iż pożyczyła pół miny srebra pod zastaw ziemi. Niektórzy uczeni, jak Natalie N. May, próbują identyfikować ją z jej imiennikiem, który za rządów Asarhaddona pełnił urząd wielkiego wezyra (sukkallu rabiu) i eponima (limmu). 